# Diamond Dogs Tour
De Diamond Dogs Tour was een tournee van de Britse muzikant David Bowie, die in 1974 in Noord-Amerika gehouden werd. De tournee werd gehouden ter promotie van zijn album Diamond Dogs. De laatste leg van de tournee werd ook wel de Soul Tour genoemd, waarin vier nummers van zijn destijds nog uit te brengen album Young Americans gespeeld werden.
De shows tussen 8 en 12 juli 1974 in het Tower Theater in Upper Darby (Pennsylvania), werden opgenomen en later dat jaar uitgebracht op het livealbum David Live.

## Personeel
Leg 1
- David Bowie: zang
- Earl Slick: gitaar
- Michael Kamen: hobo
- Mike Garson: piano, mellotron, elektrische piano, synthesizer
- David Sanborn: altsaxofoon, fluit
- Richard Grando: baritonsaxofoon, fluit
- Herbie Flowers: basgitaar
- Tony Newman: drums
- Pablo Rosario: percussie
- Gui Andrisano, Warren Peace: achtergrondzang

Leg 2
- David Bowie: zang
- Earl Slick: gitaar
- Carlos Alomar: slaggitaar
- Mike Garson: piano, mellotron
- David Sanborn: altsaxofoon, fluit
- Richard Grando: baritonsaxofoon, fluit
- Doug Rauch: basgitaar
- Greg Errico: drums
- Pablo Rosario: percussie
- Gui Andrisano, Warren Peace, Ava Cherry, Robin Clark, Anthony Hinton, Diane Sumler, Luther Vandross: achtergrondzang

Leg 3 (The Soul/Philly Dogs Tour)
- David Bowie: zang
- Earl Slick: leadgitaar
- Carlos Alomar: slaggitaar
- Mike Garson: piano, mellotron
- David Sanborn: altsaxofoon, fluit
- Willie Weeks: basgitaar
- Dennis Davis: drums
- Pablo Rosario: percussie
- Warren Peace, Ava Cherry, Robin Clark, Anthony Hinton, Diane Sumler, Luther Vandross: achtergrondzang

## Tourdata
| Datum                 | Stad                        | Land                  | Locatie                            |
| Noord-Amerika (leg 1) | Noord-Amerika (leg 1)       | Noord-Amerika (leg 1) | Noord-Amerika (leg 1)              |
| --------------------- | --------------------------- | --------------------- | ---------------------------------- |
| 14 juni 1974          | Montreal                    | Canada                | Montreal Forum                     |
| 15 juni 1974          | Ottawa                      | Canada                | Ottawa Civic Centre                |
| 16 juni 1974 2 shows  | Toronto                     | Canada                | O'Keefe Centre                     |
| 17 juni 1974          | Rochester (New York)        | Verenigde Staten      | Rochester Community War Memorial   |
| 18 juni 1974          | Cleveland (Ohio)            | Verenigde Staten      | Public Auditorium                  |
| 19 juni 1974          | Cleveland (Ohio)            | Verenigde Staten      | Public Auditorium                  |
| 20 juni 1974          | Toledo (Ohio)               | Verenigde Staten      | Toledo Sports Arena                |
| 22 juni 1974          | Detroit                     | Verenigde Staten      | Cobo Hall                          |
| 23 juni 1974          | Detroit                     | Verenigde Staten      | Cobo Hall                          |
| 24 juni 1974          | Trotwood (Ohio)             | Verenigde Staten      | Hara Arena                         |
| 26 juni 1974          | Pittsburgh                  | Verenigde Staten      | Syria Mosque                       |
| 27 juni 1974          | Pittsburgh                  | Verenigde Staten      | Syria Mosque                       |
| 28 juni 1974          | Charleston (West Virginia)  | Verenigde Staten      | Charleston Civic Center            |
| 29 juni 1974          | Nashville                   | Verenigde Staten      | Nashville Municipal Auditorium     |
| 30 juni 1974          | Memphis                     | Verenigde Staten      | Mid-South Coliseum                 |
| 1 juli 1974           | Atlanta, Georgia            | Verenigde Staten      | Fox Theatre                        |
| 2 juli 1974           | Tampa                       | Verenigde Staten      | Curtis Hixon Hall                  |
| 3 juli 1974           | Casselberry (Florida)       | Verenigde Staten      | Seminole Turf Club                 |
| 5 juli 1974           | Charlotte (North Carolina)  | Verenigde Staten      | Park Center                        |
| 6 juli 1974           | Greensboro (North Carolina) | Verenigde Staten      | Greensboro Coliseum                |
| 7 juli 1974           | Norfolk (Virginia)          | Verenigde Staten      | Norfolk Scope                      |
| 8 juli 1974           | Upper Darby (Pennsylvania)  | Verenigde Staten      | Tower Theater                      |
| 9 juli 1974           | Upper Darby (Pennsylvania)  | Verenigde Staten      | Tower Theater                      |
| 10 juli 1974          | Upper Darby (Pennsylvania)  | Verenigde Staten      | Tower Theater                      |
| 11 juli 1974          | Upper Darby (Pennsylvania)  | Verenigde Staten      | Tower Theater                      |
| 12 juli 1974          | Upper Darby (Pennsylvania)  | Verenigde Staten      | Tower Theater                      |
| 13 juli 1974          | Upper Darby (Pennsylvania)  | Verenigde Staten      | Tower Theater                      |
| 14 juli 1974          | New Haven (Connecticut)     | Verenigde Staten      | New Haven Coliseum                 |
| 16 juli 1974          | Boston                      | Verenigde Staten      | Music Hall                         |
| 19 juli 1974          | New York                    | Verenigde Staten      | Madison Square Garden              |
| 20 juli 1974          | New York                    | Verenigde Staten      | Madison Square Garden              |
| Noord-Amerika (leg 2) |                             |                       |                                    |
| 2 september 1974      | Los Angeles                 | Verenigde Staten      | Universal Amphitheatre             |
| 3 september 1974      | Los Angeles                 | Verenigde Staten      | Universal Amphitheatre             |
| 4 september 1974      | Los Angeles                 | Verenigde Staten      | Universal Amphitheatre             |
| 5 september 1974      | Los Angeles                 | Verenigde Staten      | Universal Amphitheatre             |
| 6 september 1974      | Los Angeles                 | Verenigde Staten      | Universal Amphitheatre             |
| 7 september 1974      | Los Angeles                 | Verenigde Staten      | Universal Amphitheatre             |
| 8 september 1974      | Los Angeles                 | Verenigde Staten      | Universal Amphitheatre             |
| 11 september 1974     | San Diego                   | Verenigde Staten      | San Diego Sports Arena             |
| 13 september 1974     | Tucson                      | Verenigde Staten      | Tucson Convention Center           |
| 14 september 1974     | Phoenix                     | Verenigde Staten      | Arizona Veterans Memorial Coliseum |
| 15 september 1974     | Anaheim                     | Verenigde Staten      | Anaheim Convention Center          |
| 16 september 1974     | Anaheim                     | Verenigde Staten      | Anaheim Convention Center          |
| Noord-Amerika (leg 3) |                             |                       |                                    |
| 5 oktober 1974        | Saint Paul (Minnesota)      | Verenigde Staten      | Saint Paul Civic Center            |
| 8 oktober 1974        | Indianapolis                | Verenigde Staten      | Indiana Convention Center          |
| 11 oktober 1974       | Madison (Wisconsin)         | Verenigde Staten      | Dane County Coliseum               |
| 13 oktober 1974       | Milwaukee                   | Verenigde Staten      | MECCA Arena                        |
| 15 oktober 1974       | Detroit                     | Verenigde Staten      | Michigan Palace Theater            |
| 16 oktober 1974       | Detroit                     | Verenigde Staten      | Michigan Palace Theater            |
| 17 oktober 1974       | Detroit                     | Verenigde Staten      | Michigan Palace Theater            |
| 19 oktober 1974       | Detroit                     | Verenigde Staten      | Michigan Palace Theater            |
| 20 oktober 1974       | Detroit                     | Verenigde Staten      | Michigan Palace Theater            |
| 22 oktober 1974       | Chicago                     | Verenigde Staten      | Arie Crown Theater                 |
| 23 oktober 1974       | Chicago                     | Verenigde Staten      | Arie Crown Theater                 |
| 28 oktober 1974       | New York                    | Verenigde Staten      | Radio City Music Hall              |
| 29 oktober 1974       | New York                    | Verenigde Staten      | Radio City Music Hall              |
| 30 oktober 1974       | New York                    | Verenigde Staten      | Radio City Music Hall              |
| 31 oktober 1974       | New York                    | Verenigde Staten      | Radio City Music Hall              |
| 1 november 1974       | New York                    | Verenigde Staten      | Radio City Music Hall              |
| 2 november 1974       | New York                    | Verenigde Staten      | Radio City Music Hall              |
| 3 november 1974       | New York                    | Verenigde Staten      | Radio City Music Hall              |
| 6 november 1974       | Cleveland                   | Verenigde Staten      | Public Auditorium                  |
| 8 november 1974       | Buffalo (New York)          | Verenigde Staten      | War Memorial Stadium               |
| 11 november 1974      | Landover (Maryland)         | Verenigde Staten      | Capital Centre                     |
| 14 november 1974      | Boston                      | Verenigde Staten      | Music Hall                         |
| 15 november 1974      | Boston                      | Verenigde Staten      | Music Hall                         |
| 16 november 1974      | Boston                      | Verenigde Staten      | Music Hall                         |
| 18 november 1974      | Philadelphia                | Verenigde Staten      | The Spectrum                       |
| 19 november 1974      | Pittsburgh                  | Verenigde Staten      | Pittsburgh Civic Arena             |
| 25 november 1974      | Philadelphia                | Verenigde Staten      | The Spectrum                       |
| 28 november 1974      | Memphis                     | Verenigde Staten      | Mid-South Coliseum                 |
| 30 november 1974      | Nashville                   | Verenigde Staten      | Nashville Municipal Auditorium     |
| 1 december 1974       | Atlanta                     | Verenigde Staten      | Omni Coliseum                      |

## Gespeelde nummers
Van David Bowie (1969)
- "Space Oddity"
- "Memory of a Free Festival"

Van The Man Who Sold the World (1970)
- "The Width of a Circle"

Van Hunky Dory (1971)
- "Changes"

Van The Rise and Fall of Ziggy Stardust and the Spiders from Mars (1972)
- "Moonage Daydream"
- "Suffragette City"
- "Rock 'n' Roll Suicide"

Van Aladdin Sane (1973)
- "Watch That Man"
- "Aladdin Sane (1913-1938-197?)"
- "Drive-In Saturday"
- "Panic in Detroit"
- "Cracked Actor"
- "Time"
- "The Jean Genie"

Van Pin Ups (1973)
- "Sorrow" (oorspronkelijk van The McCoys)

Van Diamond Dogs (1974)
- "Future Legend"
- "Diamond Dogs"
- "Sweet Thing"
- "Candidate"
- "Sweet Thing (Reprise)"
- "Rebel Rebel"
- "Rock 'n' Roll with Me"
- "1984"
- "Big Brother"
- "Chant of the Ever Circling Skeletal Family"

Van Young Americans (1975)
- "Young Americans"
- "Win"
- "Somebody Up There Likes Me"
- "Can You Hear Me?"

Overige nummers
- "All the Young Dudes" (oorspronkelijk van Mott the Hoople)
- "Footstompin'" (oorspronkelijk van Andre Collins)
- "Here Today, Gone Tomorrow" (oorspronkelijk van Ohio Players)
- "It's Gonna Be Me" (outtake van Young Americans)
- "John, I'm Only Dancing (Again)" (oorspronkelijk een non-album single van Bowie uit 1972, betreft nieuwe versie die in 1979 op single werd uitgebracht)
- "Knock on Wood" (oorspronkelijk van Eddie Floyd)